# 有地绅士
有地绅士（英語：Landed gentry）是指主要存在于历史上的爱尔兰和英国的一种社会阶层。他们拥有大量土地，可完全依靠地租收入生活，或至少拥有一座乡间庄园。这一阶层是更广泛的欧洲“紳士階級”中的英国部分。尽管他们属于英国贵族的一部分，且通常拥有纹章，但在社会地位上低于贵族等级中的“有头衔贵族”。然而，他们以土地为基础的经济实力往往相当，有些有地绅士甚至比部分贵族还要富有。许多有地绅士是贵族的近亲，与贵族通婚也很常见。无论是否拥有贵族头衔，只要拥有乡村地产，通常就意味着拥有庄园领主的封建法律权利，以及较为非正式的称号，如英格兰的“乡绅”，苏格兰的“领地主”。
土地通常采用长子继承制传承；而女儿和次子所继承的财产一般为现金或股票，金额较小。有地绅士通常会雇佣管家来耕种一部分土地，但大部分土地租给佃农经营。他们还会利用土地中的林木资源和矿产（如煤炭），并经营磨坊及其他收入来源。许多家族的家主在政界或军界任职，而他们的次子则往往成为牧师、军官或律师。一些成功的城镇资产阶级也常通过积累财富购置乡村地产，以期跻身有地绅士之列。
该阶层的衰落主要始于1870年代的英国农业大萧条，尽管如此，如今英国仍有许多世袭有地绅士家族存在。有一套记录这一阶层成员姓名的书籍，名为《有地绅士谱系》。
“有地绅士”这一称谓最初专指那些身为地主但并无贵族头衔的上层阶级成员。到19世纪晚期，这个词也被用于指代那些拥有土地庄园的贵族，例如威斯敏斯特公爵。